# Forças Terrestres da Rússia
As Forças Terrestres da Federação Russa (em russo:  Сухопутные войска Российской Федерации [СВ], transl. Suhoputnye voyska Rossiyskoy Federatsii; SV) ou comumente conhecido como o Exército Russo (em russo:  Армия России, transl. Armiya Rossii), é o ramo terrestre das Forças Armadas da Rússia.
As principais responsabilidades das Forças Terrestres Russas são a proteção das fronteiras do estado, o combate em terra e a derrota das tropas inimigas. Participando de virtualmente todos os conflitos envolvendo a Rússia como a principal força de combate.
As Forças Terrestres surgiram das unidades do antigo Exército Soviético que estavam localizadas na recém-criada Federação Russa. Da antiga União Soviética, a Rússia herdou um arsenal gigantesco contendo quase 18 mil Tanques de Guerra, 26 mil VBTPs e 25 mil VCIs, e quase 19 mil peças de artilharia, embora tenha apresentado problemas para manter seu equipamento e muito é inoperável ou mais antigo e ultrapassado.

## História

### Era soviética

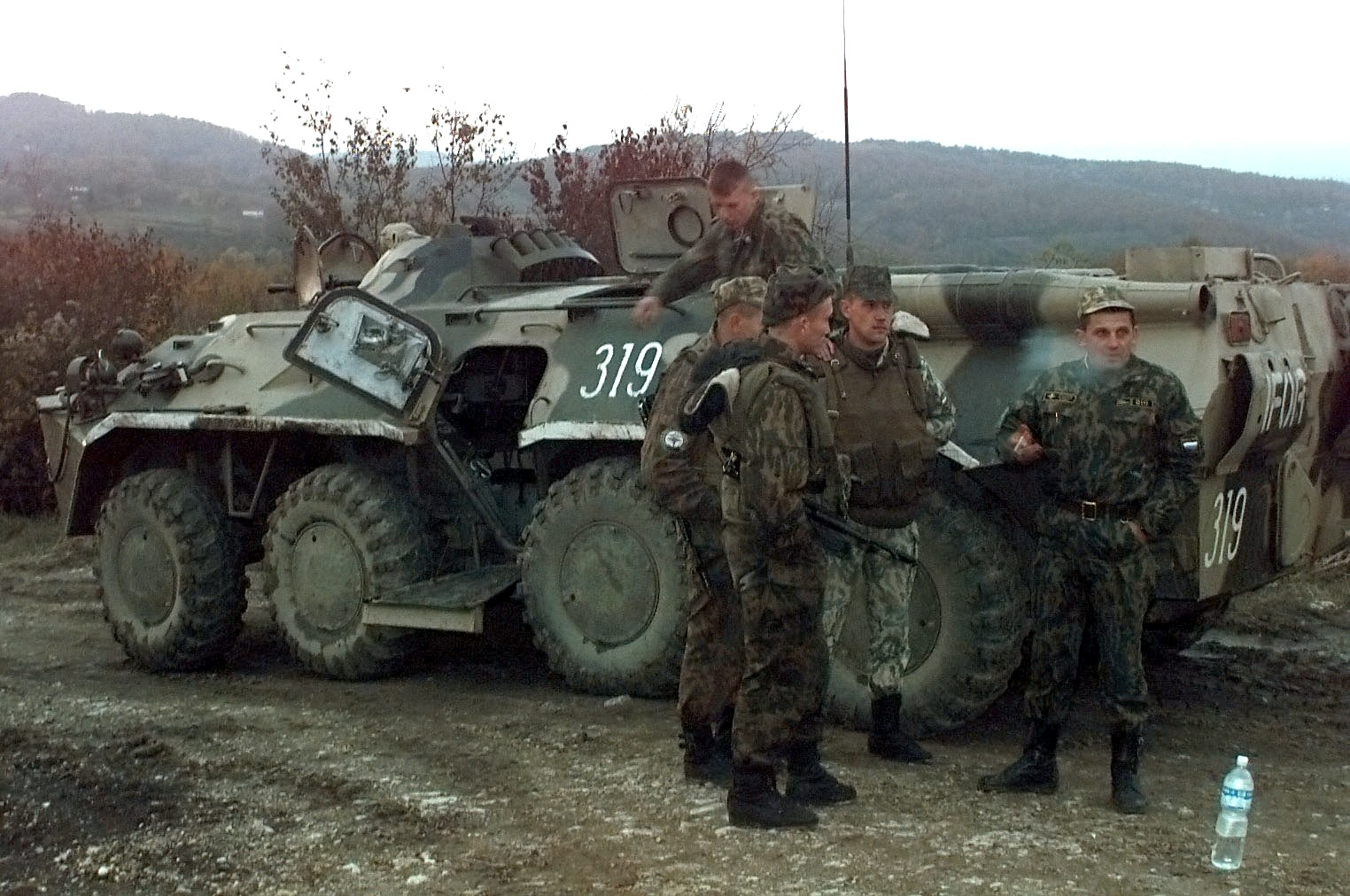
Militares russos com um blindado BTR-80 durante uma missão Bósnia e Herzegovina na década de 1990.

Durante o regime Stalinista o exército soviético passou a ser um dos maiores e mais poderosos do mundo. A militarização forçada ajudou o país a passar pela Segunda Guerra Mundial, emergindo após ela como a segunda super-potência do globo. Após a morte de Stalin e a reforma no país, as forças armadas aproveitaram o período de prosperidade econômica e os avanços tecnológicos para se firmar como um dos melhores exércitos que o mundo já havia conhecido.
Na década de 70, a União Soviética chegou ao auge do seu poder e influência no mundo. Suas forças armadas possuíam modernos equipamentos e seus soldados eram bem preparados, assim como os oficiais. Os recrutas vinham de todas as repúblicas que formavam o país, mas os oficiais de patente alta eram quase todos russos.
O poderio militar, econômico e político soviético começou a despencar durante a desastrosa invasão e ocupação do Afeganistão. O conflito, que durou de 1979 a 1989, drenou a economia soviética e infligiu sérios danos às forças armadas do país (15 mil soldados morreram). A União Soviética eventualmente viria ao colapso no começo da década de 1990.

### Ressurgimento e reforma
Com o colapso da União Soviética, as repúblicas que a formava viraram nações independentes. Com exceção dos arsenais nucleares, boa parte dos equipamentos soviéticos que estavam nas ex-repúblicas soviéticas foram absorvidas por seus Estados sucessores, fragmentando o exército. A Federação Russa, maior e mais poderosa das ex-repúblicas comunistas da URSS, assumiu a personalidade jurídica da antiga União Soviética, com todos os seus direitos e deveres.

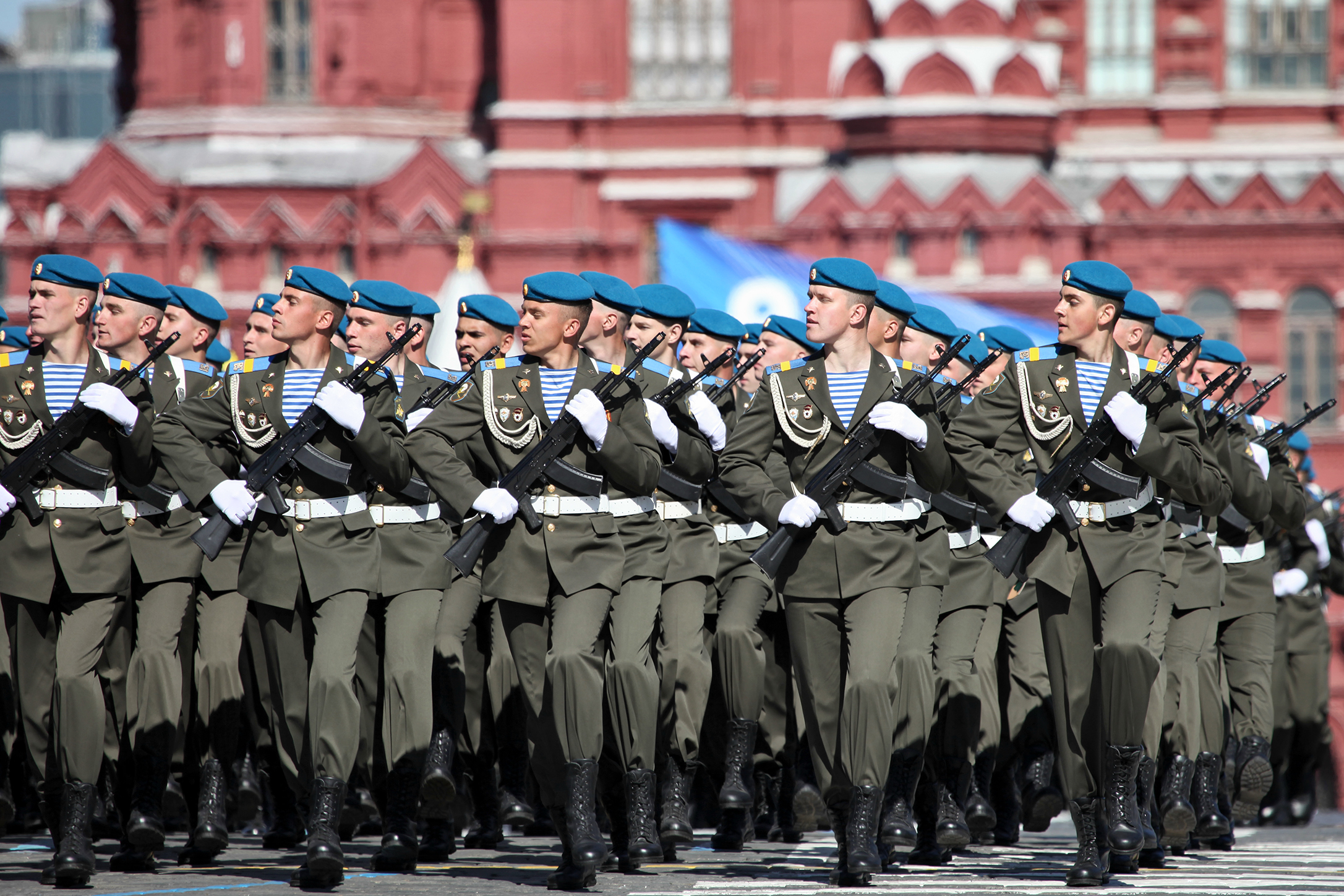
Tropas de infantaria russa marchando durante celebrações do "Dia da Vitória", em Moscou.

Em maio de 1992, o presidente russo, Boris Iéltsin, autorizou por decreto a criação do Ministério da Defesa da Rússia, reinstituindo assim as forças armadas. Veteranos e oficiais foram dispensados as centenas, bases foram fechadas (assim como no exterior) e investimentos sofreram drásticos cortes, reduzindo a capacidade do novo exército. As unidades que permaneceram foram reformadas e realocadas, mantendo seu papel constitucional, respondendo as autoridades civis. A lenta transição, com o presidente Iéltsin focando nas mudanças políticas e tentando manter a lealdade dos militares, fez com que a reforma nas forças armadas fosse lenta. O sentimento de abandono pelas novas autoridades em Moscou alimentou a animosidade de vários oficiais, aumentada pelo orçamento baixo oferecido a eles. O descontentamento era ainda maior entre os comandantes, generais e almirantes. Profundamente conservadores e polarizados ideologicamente, eles viam com maus olhos a dissolução da União Soviética, encarando de uma certa forma com a visão de que seu outrora poderoso país havia perdido a Guerra Fria. A adaptação dos oficiais a nova realidade política nacional acabou sendo bem lenta.

### Crise constitucional de 1993

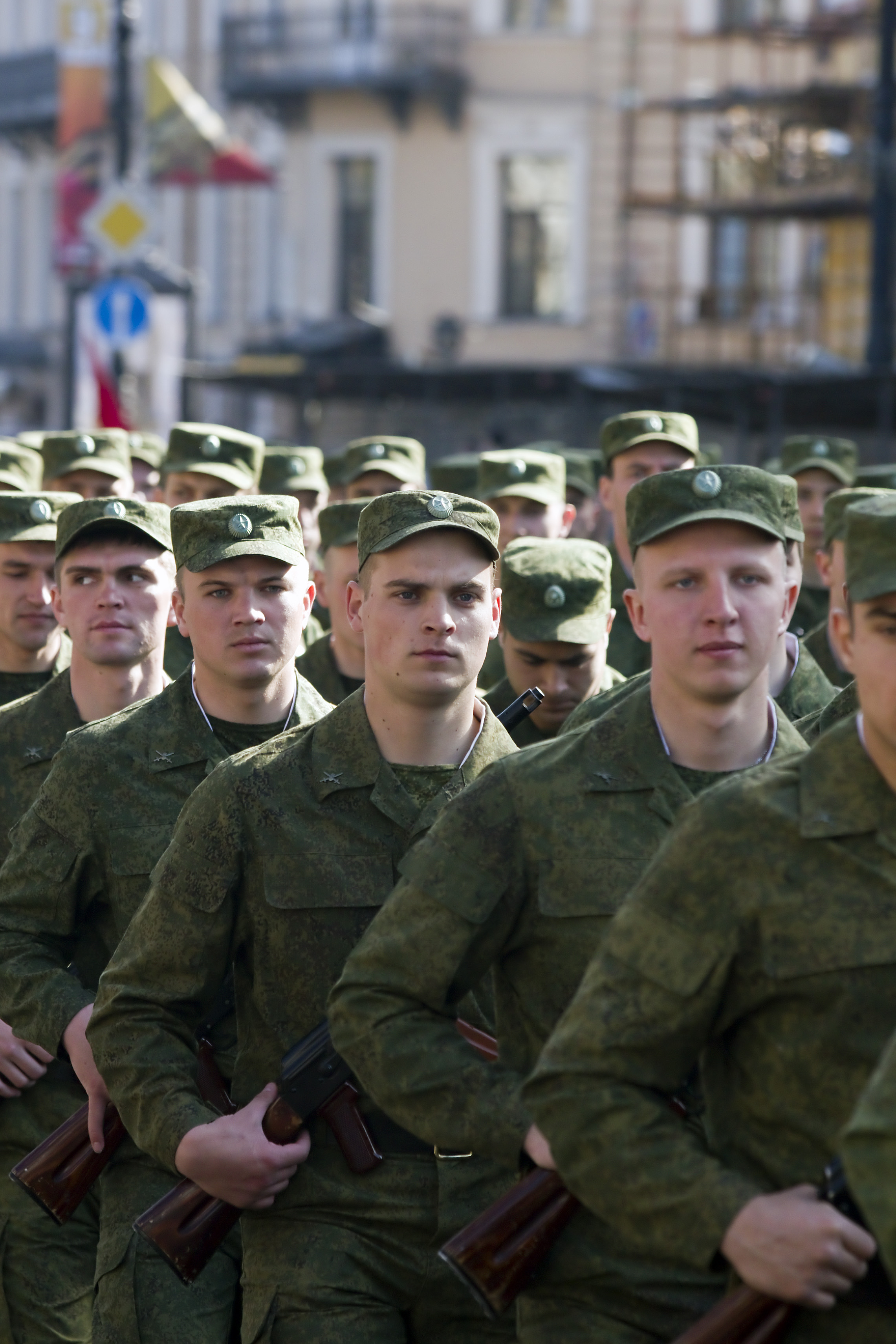
Soldados de infantaria russos em marcha por São Petersburgo, em 2014.

Em 1993, o país mergulhou em uma crise constitucional após o presidente Boris Iéltsin assinar um decreto inconstitucional dissolvendo o Parlamento, após estes terem resistido a ajuda-lo a se consolidar no poder e por não apoiarem boa parte de suas reformas neoliberais. Membros do parlamento e o vice presidente, Alexander Rutskoi, se barricaram na sede do legislativo. Publicamente, os lideres militares declararam que permaneceriam leais ao presidente, contudo, muitos generais prefeririam ficar neutros, acompanhando de longe o desenrolar dos eventos.
Não foi uma tarefa fácil fazer com que os oficiais das forças armadas apoiassem o governo para recuperar o controle institucional da capital, mas eles finalmente o fizeram ao fim de setembro de 1993. Uma força composta por cinco divisões participaram da operação. O prédio do parlamento foi invadido e os legisladores rebeldes foram presos. Iéltsin e seu governo se mantiveram no controle do país, consolidando a nova situação da Rússia como uma República.

### Guerras na Chechênia e novas reformas

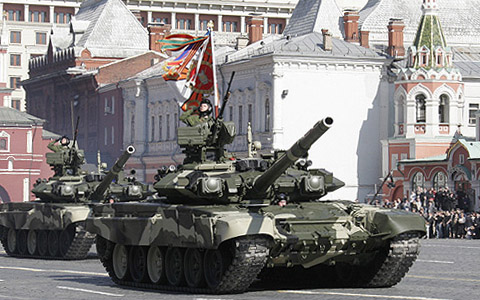
Modernos tanques T-90, de fabricação russa.

Apesar da maioria das repúblicas soviéticas terem se separado da URSS de forma pacífica, alguns Estados não conseguiram isso. Na verdade, algumas regiões optaram por permanecer como parte da Federação Russa. Movimentos nacionalistas nessas áreas tentaram então lutar por independência. Entre essas regiões estava a Chechênia. Em novembro de 1991, o ex-general soviético, Djokhar Dudaiev, declarou a independência do país. Autoridades militares em Moscou viram isso como uma afronta a autoridade nacional e começaram a pressionar as lideranças civis russas a autorizar uma operação militar naquela nação. Contudo, foram quase três anos de negociação, com Iéltsin falhando em conter o movimento pró-independência checheno e desarmar os rebeldes. Em novembro de 1994, o exército russo invadiu a Chechênia e em dezembro a capital, Grózni, já havia sido tomada. A luta continuou até 1996, com os chechenos conquistando sua independência, forçando os russos a recuar após a assinatura do Acordo de Khasavyurt. O desempenho das forças armadas foi duramente criticado, especialmente a falta de disciplina e coordenação.

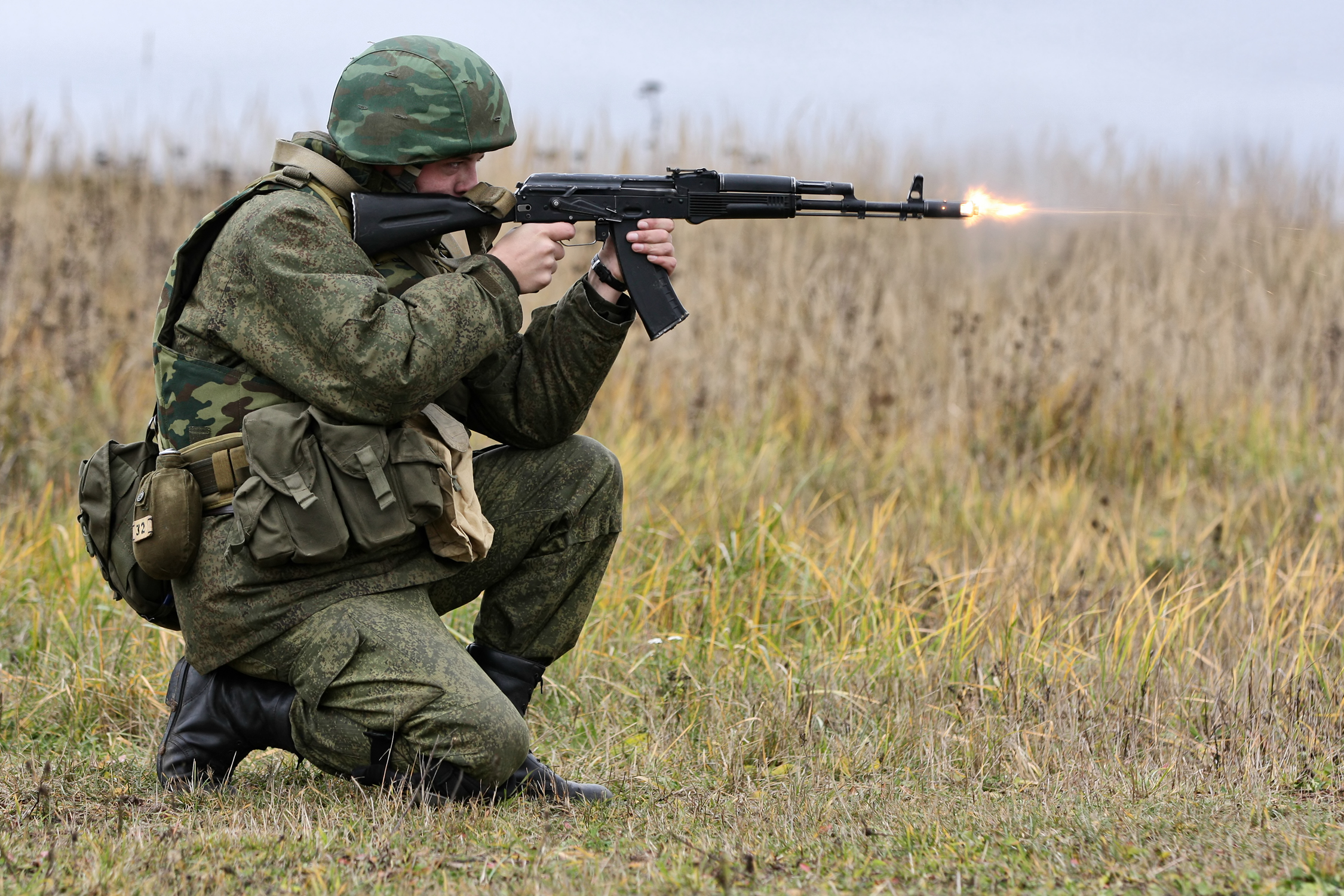
Um soldado russo armado com um fuzil AK-74.

Em 1999, a Rússia voltou a guerra na Chechênia, com o propósito de reverter o processo de independência. Atentados terroristas em solo russo e incursões de militantes chechenos na região do Daguestão teriam forçado a mão de Moscou a agir novamente. Em meados de 2000, boa parte da Chechênia já estava sob controle do exército russo, ao custo da vida de mais de 3 500 soldados russos. A luta para pacificar o país e enfraquecer os movimentos islamitas na região se estendeu até 2009. Desta vez, as forças armadas da Rússia se saíram muito bem, mostrando boa coordenação entre a infantaria, a aviação militar e a artilharia, sobrepujando o inimigo com avassalador poder de fogo. O desempenho dos militares de infantaria também melhorou.
Um dos fatores que fizeram com que o desempenho do exército na segunda guerra da Chechênia fosse melhor do que na primeira foi uma série de reformas feitas pelo então ministro da defesa (e marechal), Igor Sergeyev. Um dos principais focos era na capacitação dos oficiais, com novas escolas de treinamento e aquisição de novos equipamentos. Contudo, a situação dos soldados de infantaria continuou precária, especialmente devido a falta de fundos.
No começo dos anos 2000, com Vladimir Putin na presidência, os problemas de falta de fundos para o exército foram sanados. Prosperidade econômica e estabilidade política sem precedentes desde o colapso da União Soviética ajudou a melhorar a situação das forças armadas. A indústria armamentista foi reconstruída, com mais investimentos no desenvolvimento tecnológico. As condições de vida dos soldados foi melhorada, assim como o treinamento dos oficiais. Os gastos com defesa praticamente dobraram entre 1999 e 2001. O exército russo, assim, voltava a ter uma posição de destaque, recuperando seu prestígio.

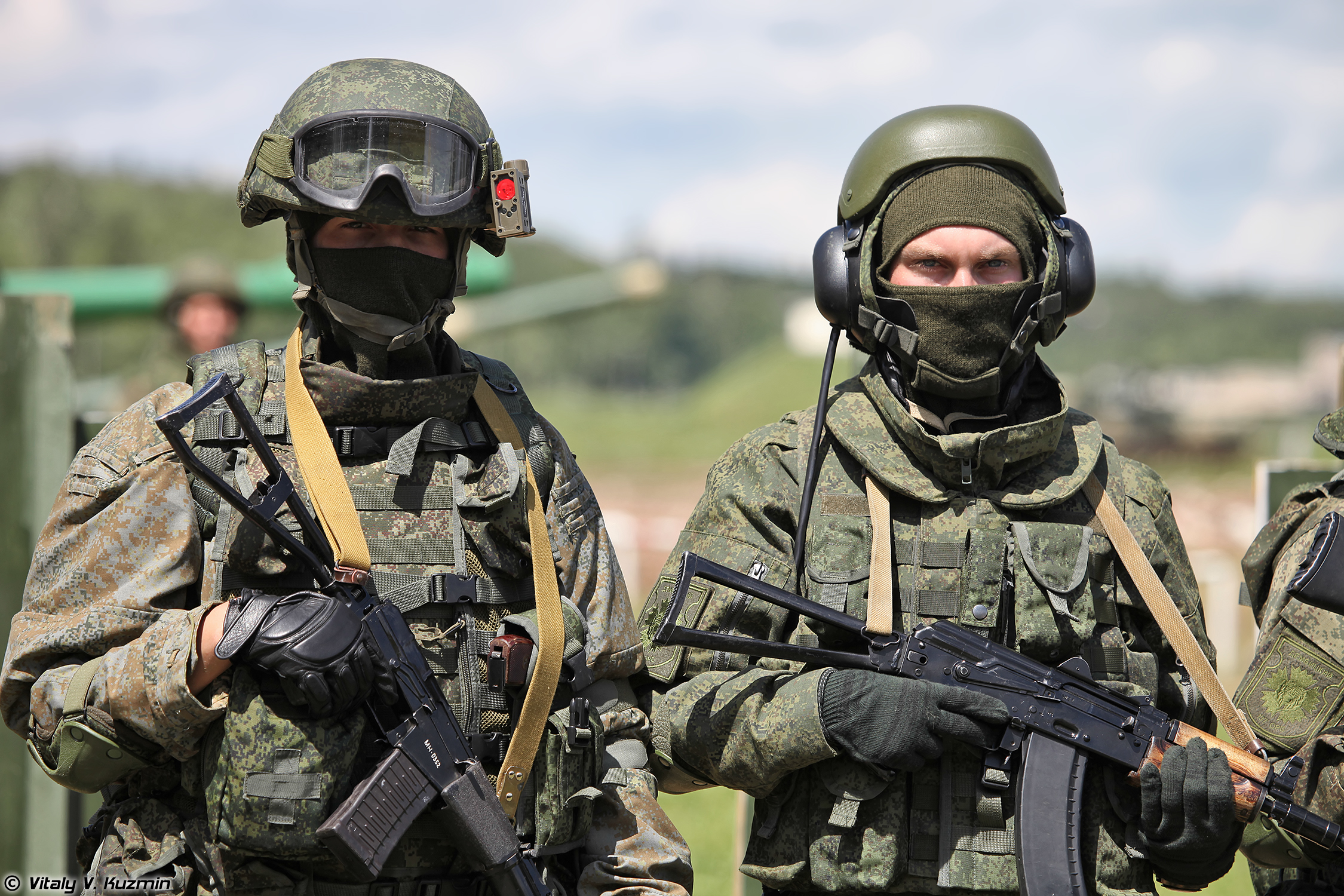
Dois soldados com o sistema de infantaria de última geração "Ratnik"

### Situação atual
Em 2007, uma nova reforma nas forças armadas foi idealizada. Em 2008, o exército passou a receber parte dos novos investimentos. A ideia era não expandir em número as forças de defesa, mas sim melhorar sua qualidade. Equipamentos velhos começaram a ser aposentados e novas armas foram postas em serviço. Novas brigadas de infantaria e de blindados foram postas na ativa, junto com aquisição de armamentos mais modernos para os soldados. O processo, contudo, foi lento. Em 2008, a Rússia travou uma curta guerra contra a Geórgia. Apesar de terem se saído vitoriosos, a performance dos militares russos (especialmente dos conscritos) foi duramente criticada. Na década seguinte, mais investimentos foram feitos para dar continuidade na modernização das forças armadas, visando também mudanças estruturais e de comando.

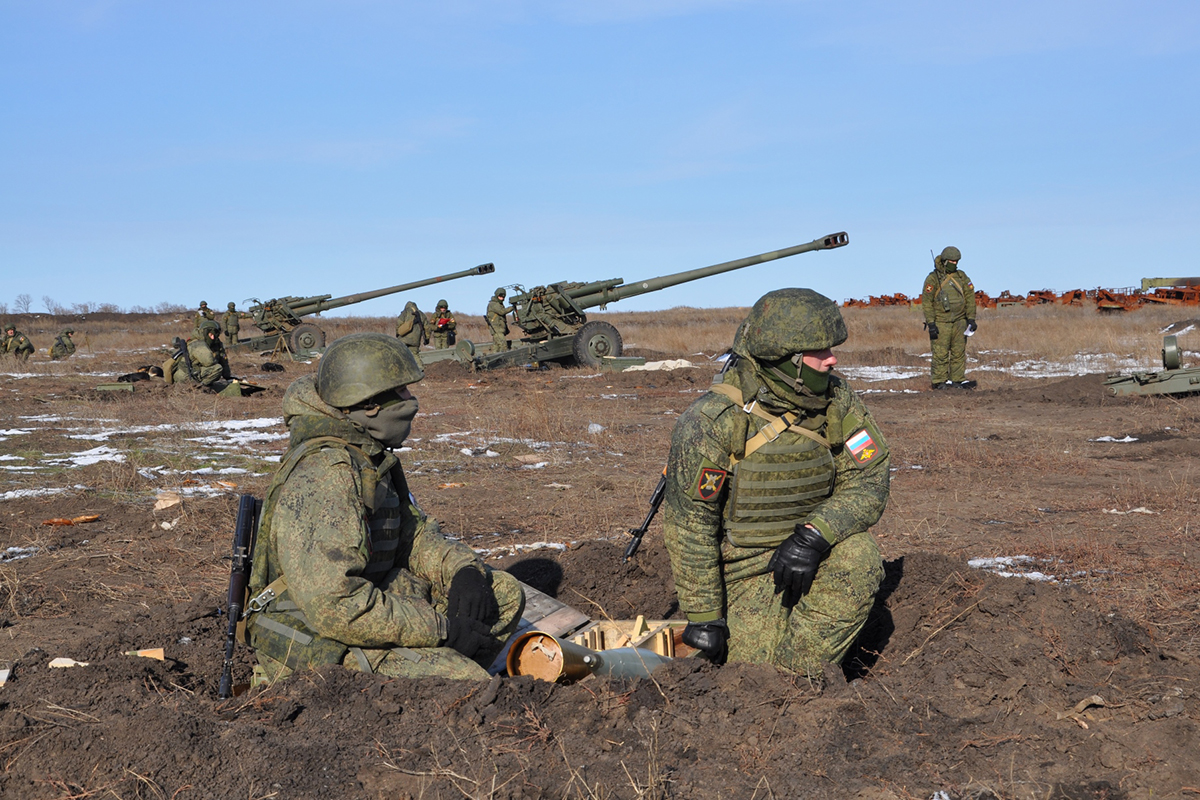
Obuseiros do 381º Regimento de Artilharia de Guardas, em 2018.

Em 2012, Sergei Shoigu assumiu o comando do Ministério da Defesa. Ele reverteu várias das reforças implementadas por seu predecessor, Anatoliy Serdyukov, que incluía redução do efetivo militar e reorganização. Ele também pretendia restaurar a confiança dos oficiais superiores, bem como do Ministério da Defesa, após o intenso ressentimento que as reformas de Serduykov haviam gerado. Shoigu ordenou uma série de exercícios militares, como o Vostok 2018, para melhorar o estado de prontidão dos militares. Os exercícios também parecem ter ajudado a validar a direção geral da novo reforma.
O rearmamento foi um dos principais objetivos da reforma implementada por Shoigu, com a meta de modernização de 70% dos armamentos até 2020. De 1998 a 2001, o exército russo quase não recebeu novos equipamentos. Sergei Shoigu adotou uma abordagem menos conflituosa com a indústria de defesa. Ao mostrar maior flexibilidade de prazos e preços, a adjudicação de novos contratos para o próximo período foi muito melhor. Shoigu prometeu que os contratos futuros seriam concedidos principalmente a empresas domésticas. Ao mesmo tempo em que aliviam as tensões, essas concessões também enfraquecem os incentivos para que as empresas melhorem o desempenho. Em 2015, em um enorme desfile militar em Moscou, os russos apresentaram novos armamentos, dando destaque para o moderno blindado T-14 Armata.

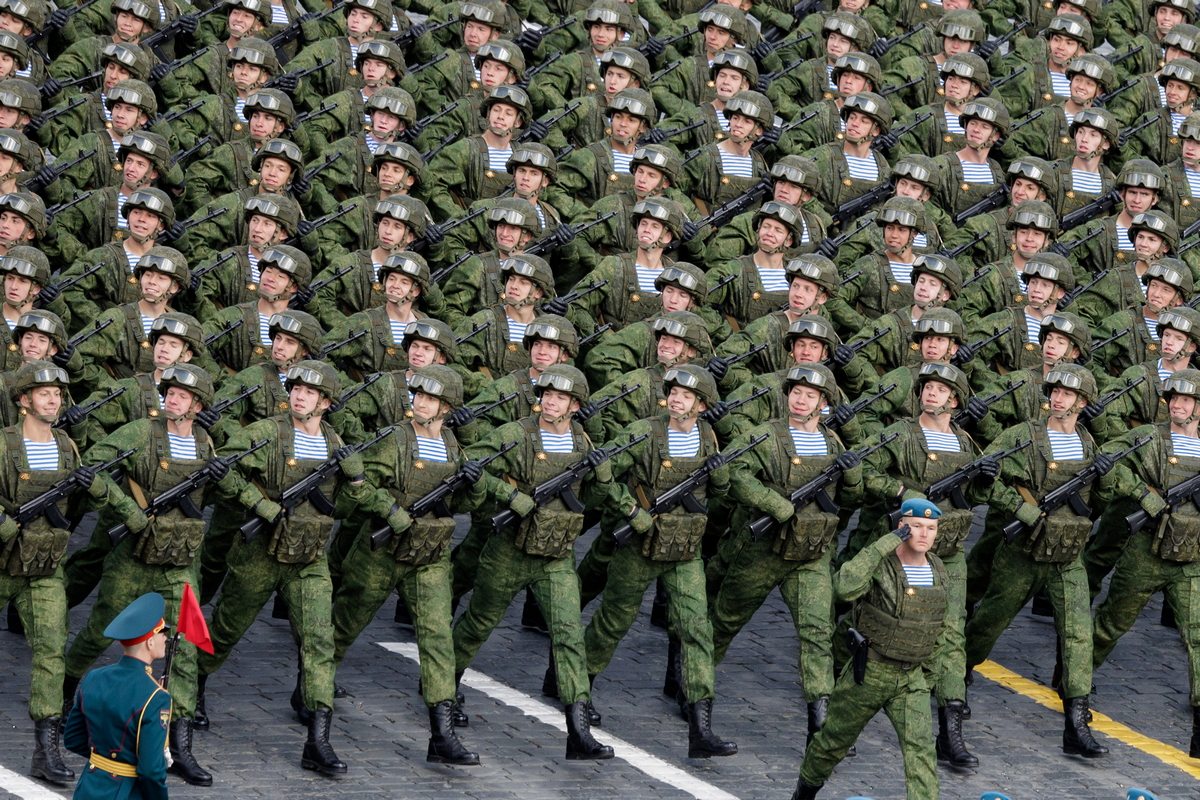
Desfile militar, em 2023. durante a comemoração ao 78º aniversário da Vitória na Grande Guerra Patriótica.

Shoigu também focou em formar os chamados grupo de batalhão tático (BTGs) como o componente de prontidão permanente do exército russo, em vez de formações do tamanho de brigadas. De acordo com fontes citadas pela agência russa Interfax, isso se deveu à falta de mão de obra necessária para brigadas de prontidão permanente. BTGs compunham a preponderância de unidades implantadas pela Rússia na Guerra em Donbas. Em agosto de 2021, Shoigu afirmou que o exército russo tinha cerca de 170 BTGs.
No começo da Invasão da Ucrânia pela Rússia em 2022, esperava-se uma vitória russa relativamente rápida. Contudo, o exército russo se mostrou pouco eficiente. Os seus equipamentos pareciam inferiores aos da Ucrânia (que recebeu o mais moderno maquinário Ocidental), sua organização parecia pouco eficiente e a logística era muito ruim. O exército sofria com moral baixa, desorganização nos níveis básicos e incompetência do alto comando. Para analistas no Ocidente, corrupção havia prejudicado o reaparelhamento das forças armadas e a desorganização interna e outras deficiências (como a falta de um corpo de sargentos profissionais) fizeram com que sua performance no campo de batalha fosse abaixo da esperada.
Atualmente, a infantaria do exército russo possui quase 500 mil homens em suas fileiras (incluindo cem mil conscritos).